# Мати Божа Милостива (Львів)

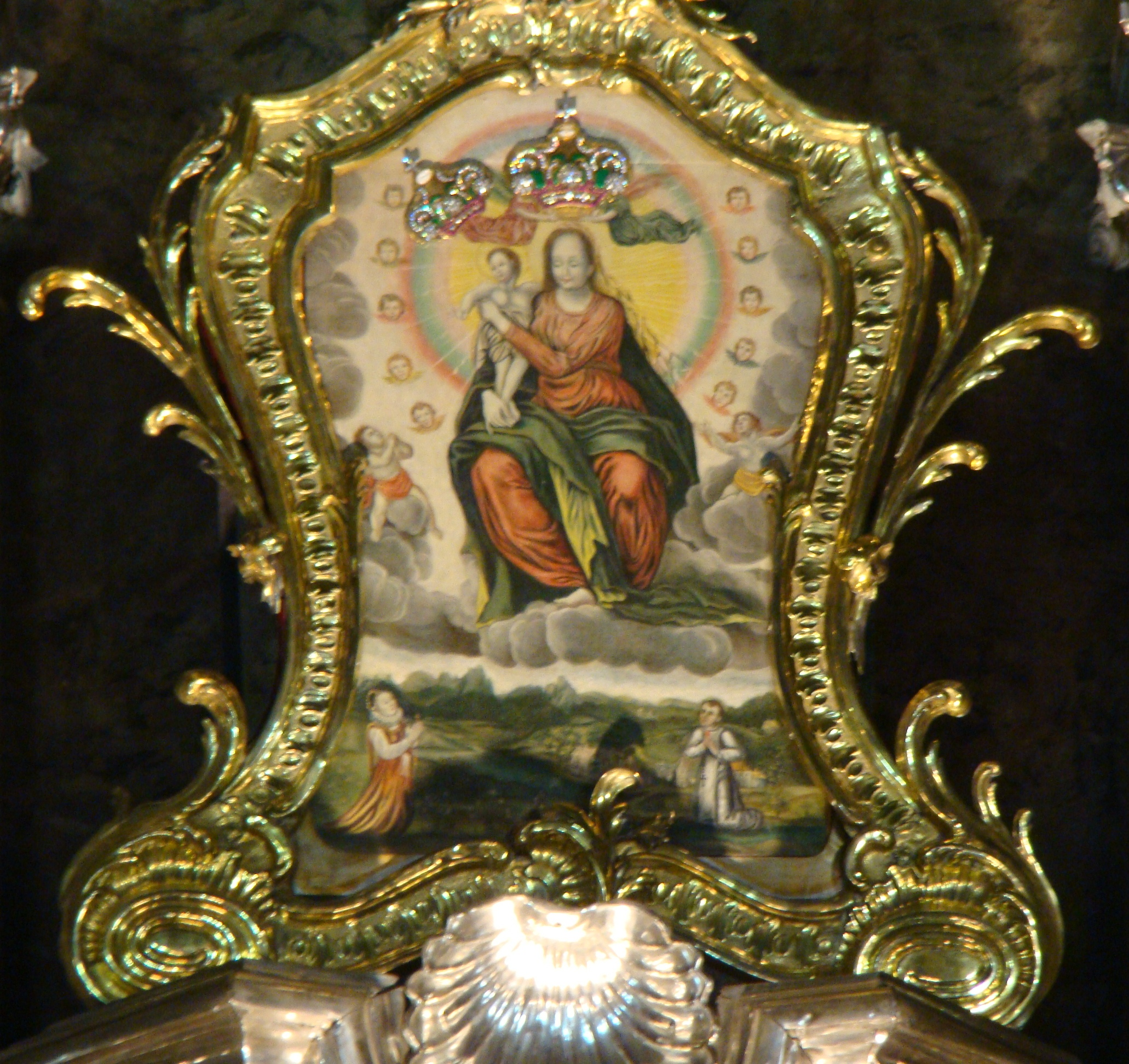

Мати Божа Милостива, «Домаґаличівська» — чудотворна римо-католицька ікона («образ») Богородиці 1598 року із зображенням Пресвятої Діви Марії в червоній сукні і зеленому плащі. Вона сидить на троні, огорнена хмарами. На правому її коліні стоїть маленький Ісус.
Ікона намальована на соснових дошках товщиною в 1 сантиметр. Її розмір — 61,2 х 43,7 см. Образ на зовнішній стіні храму (за Владиславом Лозинським, катедри цвинтаря між двома готичними підпорами) 1598 року встановив львівський лавник Альберт Домаґалич разом з дружиною Катариною Вольфовичівною. Автором ікони вважають Йозефа Шольц-Вольфовича.
Згодом, коли зросла кількість бажаючих помолитися до цього образу, син Альберта Домаґалича — Ян (Йоан), правник при королівському дворі — спорудив 1644 року каплицю. Про усі ці події свідчить відреставрований напис під портретом Альберта Домаґалича.
1648 року ікона набула ще більшої популярності: львівські міщани вважали, що саме Мати Божа Милостива порятувала Львів під час облоги козацько-татарського війська Богдана Хмельницького.
Згодом 1 квітня 1656 року в каплиці Домаґаличів перед цією іконою складав обітниці-«шлюби» за оборону Речі Посполитої король Ян II Казимир. Ця подія увійшла до історії як «Львівські обітниці Яна Казимира» — монарх просив у Богоматері допомоги у боротьбі проти нападів шведів на Річ Посполиту, обіцяючи натомість полегшення життя простому люду. Тоді він урочисто проголосив Богородицю королевою Польщі.
Оскільки число бажаючих помолитися до ікони щороку зростала, її 1765 року перенесли з каплиці Домаґаличів (донині вона не збереглася) всередину Латинського собору. У понеділок, 28 квітня 1766 року львівський архієпископ РКЦ Венцеслав Геронім з Богуславиць Сєраковський проголосив образ чудотворним і визначив свято Введення на щорічне свято Пресвятої Діви Марії Милостивої з восьмиденним обходом. Також він заклав у храмі «Товариство Милості Пресвятої Діви» з милостями від Папи. 
12 травня 1776 року ікону Матері Божої Милостивої перенесли до собору й увінчали папською короною.
Після Другої світової війни 1946 року ікону вивезено до Кракова. 1980 року образ відреставровано й виготовлено дві його точні копії. Оригінал встановлений у соборі Вавеля. Першу його копію передали до церкви на Ясній Горі 19 червня 1983 року.
Другу точну копію, призначену для катедрального латинського собору у Львові, 2001 року коронував папа Іван-Павло II. Зараз приблизну копію ікони можна побачити всередині храму, на його зовнішній стіні — на місці, де образ встановив Альберт Домаґалич. Під нею латинською мовою написано таке: "Мимо проходиш — подбай, щоб не змовкало «Вітай» (Praetereundo cave ne taceatur ave).
Ікона Діви Марії є покровителькою Львівської Архидієцезії. Її празник відзначають щороку 1 квітня.

### Образ-прелюдія ікони Матері Божої Милостивої
Біля ікони Богородиці можна побачити великий образ з багатьма діячами католицької церкви. Один з них тримає лист — уривок з «Історії львівського архієпископату» Томаша Юзефовича. На листі написано: «Тут джерело добра Марія розкрила, тут ті, що в крайній слабості, повертають собі здоров'я, тут — свідчать офірувані на знак вдячності таблиці, — Бог чинить так, що при малому образі Діви Марії вислуховуються великі зітхання. Бачила давнина, оповідатимуть літа прийдешні усі ті діла, що їх Бог звершує через Марію».
Поруч — короткий опис кількох зцілень та чудесних випадків з допомогою ікони Матері Божої Милостивої.
|  | …Року Божого 1645 Йоана Суликовського, львівського катедрального декана, коли він їхав в кареті широким полем, скидають і притягують сюди коні, так що він ламає ногу й руку. Будучи на межі життя і смерті, складає при цьому образі обітниці святій Діві, і коні, хоч їх ніхто не стримував, зупиняються, вгамовуючи шалений біг, а зламані рука і нога, всупереч усім сподіванням, попри похилий вік, стають, як колись, здоровими. |

|  | …Р. Б. 1663 один слуга, маючи в скарбничці сто злотих, призначених для справ його господаря, стоїть на Службі Божій перед цим образом, заглиблений у молитву. Тим часом інший, що стоїть поруч, викрадає ті золоті, зав'язані у гаманці. Скінчивши молитву, дорогою зауважує, що золоті йому вкрали, в сльозах повертається до церкви і смиренно розповідає Пресвятій Діві про заподіяну йому шкоду. Врешті відрухово сягає рукою до скарбнички іншого, що стоїть побіч нього, потай витягає свій гаманець зі ста золотими і виходить з церкви. Розповідаючи про цю свою пригоду і про благодіяння Діви, посвідчє це й під присягою. |

|  | …Р. Б. 1664 Реміґіяна з дому Острозьких за присутності короля Казимира при московитському замку Крупець, який здобувало польське військо, смертельно пробили дві кулі, і лікарі не мали вже жодної надії. Коли ж він склав обітниці перед цим образом, то повернувся до здоров'я. |